# Gra koordynacyjna
Gra koordynacyjna – typ gier w teorii gier i ekonomii eksperymentalnej z wieloma równowagami Nasha o strategiach czystych. Gracze wybierają spośród kilku opcji, spośród których co najmniej dwie są atrakcyjne, i uzyskują wypłatę jeśli dokonają zgodnie tego samego wyboru.
Macierz wypłat dla gier koordynacyjnych spełnia nierówność, dla gracza 1 (wiersze): A > B, D > C, i dla gracza 2 (kolumny): a > c, d > b. Gry te mogą być rozszerzane o dodatkowe strategie, i dopuszczać większą liczbę uczestników.

## Przykłady
Wariant „wybór stron” nawiązuje do sytuacji, w której dwa jadące w przeciwnym kierunku samochody muszą się wyminąć na drodze – jeśli kierowcy wybiorą zgodnie, na którą stronę ustąpić, mogą przejechać dalej. W tej grze są dwie czyste równowagi Nasha, będące jednocześnie optymami Pareto, i nie ma pomiędzy nimi różnicy: nie ma znaczenia, którą z nich wybiorą gracze, ważne aby wybrali zgodnie.
Inne warianty czystej gry koordynacyjnej mogą zawierać dwie równowagi Nasha, ale – jeśli wypłata w jednej z nich jest niższa – tylko jedno globalne optimum Pareto.
|             | Lewo   | Prawo  |
| Lewo        | 10, 10 | 0, 0   |
| Prawo       | 0, 0   | 10, 10 |
| Wybór stron |        |        |

|                                     | Impreza | Dom  |
| Impreza                             | 10, 10  | 0, 0 |
| Dom                                 | 0, 0    | 5, 5 |
| Dwuosobowa czysta gra koordynacyjna |         |      |

|            | Impreza | Dom   |
| Impreza    | 10, 5   | 0, 0  |
| Dom        | 0, 0    | 5, 10 |
| Wojna płci |         |       |

|                      | Jeleń  | Zając |
| Jeleń                | 10, 10 | 0, 8  |
| Zając                | 8, 0   | 7, 7  |
| Polowanie na jelenia |        |       |

Modyfikacje, które nie klasyfikują się jako czyste gry koordynacyjne, uwzględniają dodatkowe asymetryczne wypłaty dla graczy, które wprowadzają konflikt strategii. Gra w podstawową wersję „wojny płci” ma dwie równowagi Nasha, i dwa optyma Pareto, ale gracze preferują różne z nich. Tytułowa metafora „wojny” dotyczy pary, w której każda osoba ma inne ulubione zajęcie, ale obu zależy również na tym żeby spędzić czas razem.
Modyfikacja „polowanie na jelenia” wprowadzająca podobny konflikt strategii ma dwie równowagi Nasha, ale jedna z nich jest dominująca ze względu na ryzyko, a druga ze względu na wypłaty.

## Równowaga Nasha w strategiach mieszanych
Gry koordynacyjne cechują się dodatkowymi równowagami Nasha w strategiach mieszanych. W czystej grze koordynacyjnej mieszana strategia równowagowa jest wyrażana przez prawdopodobieństwo {\displaystyle p={\frac {d-b}{a+d-b-c}}} dla wyboru strategii Góra, i {\displaystyle 1-p} dla strategii Dół; analogicznie dla drugiego gracza. Ponieważ z definicji gry, {\displaystyle d>b} oraz {\displaystyle d-b<a+d-b-c,} istnienie takiej strategii jest zagwarantowane: {\displaystyle 0<p<1.}
Strategia mieszana nie jest w tym przypadku strategią stabilną ewolucyjnie. Jest także dominowana w sensie Pareto przez dwie czyste równowagi Nasha. Generalizacja tego zagadnienia doprowadziła do rozwoju probabilistycznych sformułowań koncepcji równowagi w teorii gier.

## Koordynacja i wybór równowagi
Problem koordynacji zainspirował badania właściwości alternatywnych równowag Nasha. Rozróżniono między innymi strategie dominujące ze względu na ryzyko i wypłaty, co skłania do ich wyboru osoby o różnym nastawieniu do ryzyka. Wpływ na skłonność do koordynacji mają też takie czynniki jak normy społeczne, kapitał społeczny czy doświadczenia historyczne. Gra w „wybór stron” nawiązuje do problemu koordynacji ruchu drogowego, który w praktyce rozwiązywany jest właśnie przez normy społeczne i prawne. Badacze tacy jak ekonomistka Elinor Ostrom posługiwali się też grami koordynacyjnymi do modelowania problemów ekonomicznych, takich jak tragedia wspólnego pastwiska.

## Rezultaty eksperymentalne
Badania nad grami koordynacyjnymi ujawniają różne nastawienie jednostek do ryzyka, zaufania oraz współpracy. Determinanty powodzenia koordynacji nie są dobrze poznane. Dopuszczenie możliwości komunikacji, jednostronnej lub dwustronnej, może – choć nie musi – usprawniać osiąganie koordynacji i globalnego optimum. W grach wieloosobowych, grupy które osiągnęły za pierwszym razem sukces utrzymują go, nawet jeśli stopniowo włączani są do nich nowi gracze.

## Inne gry z efektami zewnętrznymi
Gry koordynacyjne, jako gry o sumie z reguły dodatniej, są ściśle związane z ekonomiczną teorią efektów zewnętrznych, a szczególnie z efektami sieciowymi. Podobny problem podejmuje gra dóbr publicznych. Zainteresowanie badaniem zachowań w obecności negatywnych efektów zewnętrznych zainspirowało także utworzenie gier w których koordynacja jest niepożądana, takich jak gra w cykora, czy gry mniejszościowe takie jak „bar El Farol”.